# Wolfgang Christ

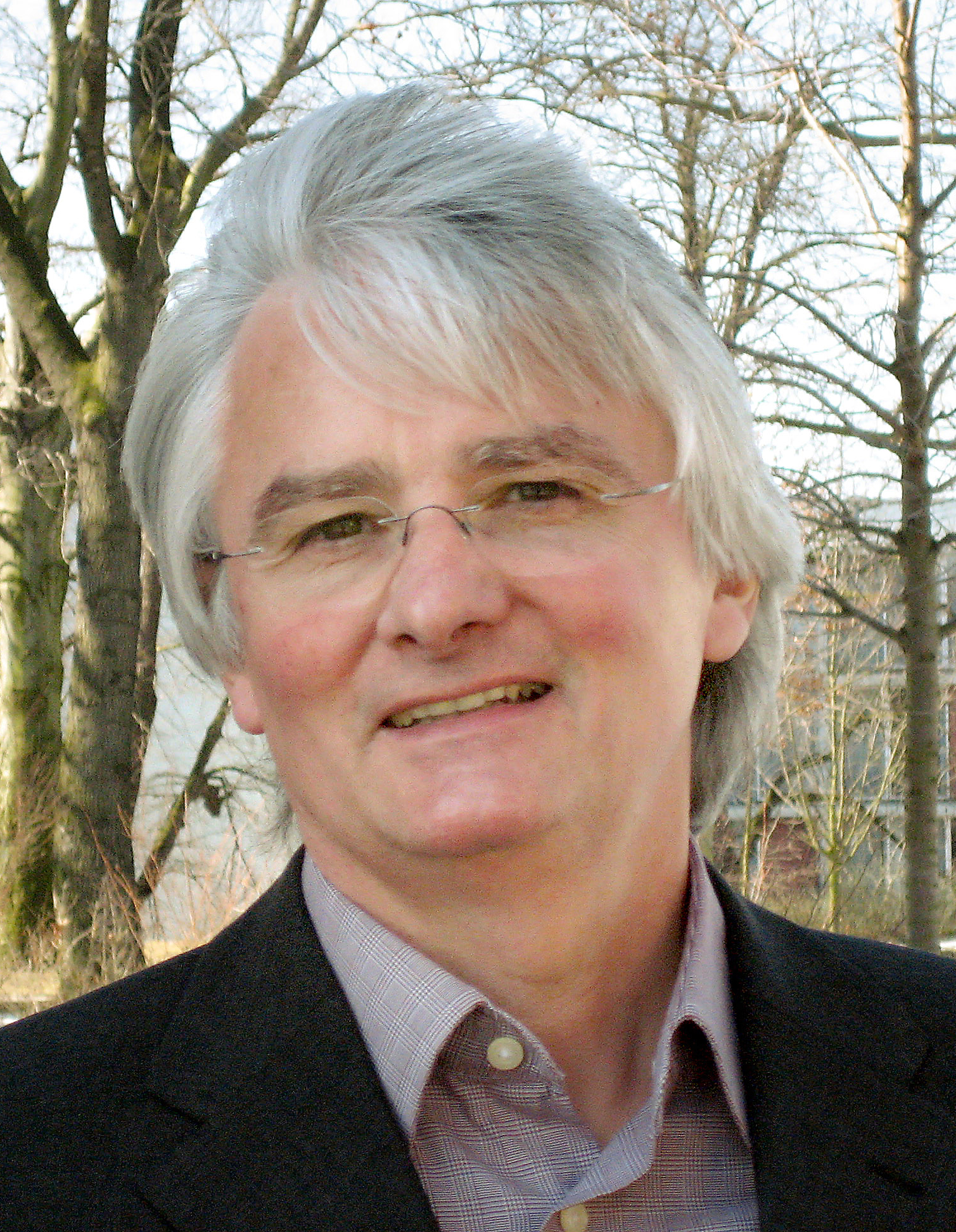
Wolfgang Christ (2008)

Wolfgang Christ (* 10. Juni 1951 in Engers) ist ein deutscher Architekt und Stadtplaner und Professor für Entwerfen und Städtebau an der Bauhaus-Universität Weimar.

## Leben
Wolfgang Christ studierte Architektur an der Technischen Hochschule Darmstadt. Nach Abschluss des Studiums machte er sich selbstständig, arbeitete u. a. mit Gerhard Auer zusammen und studierte von 1980 bis 1983 Philosophie an der Technischen Hochschule Darmstadt bei Gernot Böhme. Von 1983 bis 1988 war Wolfgang Christ als wissenschaftlicher Mitarbeiter an der Fachgruppe Stadt in der Fakultät Architektur der Technischen Hochschule Darmstadt bei Thomas Sieverts tätig. 1989 gründete er sein Planungsbüro MEDIASTADT – urbane Strategien. Wolfgang Christ lehrte Entwerfen und Städtebau an der Bauhaus-Universität Weimar von 1993 bis 2013. Zusammen mit Dieter Hassenpflug gründete er 1999 den postgradualen Studiengang Europäische Urbanistik. 2001 hielt er sich zu Forschungszwecken an der University of California, Los Angeles auf. Von 2006 bis 2008 war er Direktor des Instituts für Europäische Urbanistik. 2008 gründete er die Urban INDEX Institut GmbH in Darmstadt für die Analyse und Zertifizierung von Stadtqualität.
Wolfgang Christ wirkt als Berater in Beiräten und Kommissionen mit, u. a. im Gremium Architektur des Kulturkreises der deutschen Wirtschaft im BDI e.V., Städtebau- und Olympiabeirat der Stadt Leipzig, Kommission Kunst und Landschaft und im Kuratorium Kulturlandschaft Goitzsche der EXPO 2000 Sachsen-Anhalt, Kommission Memorandum für eine Nationale Stadtentwicklungspolitik im Bundesministerium für Verkehr, Bau und Stadtentwicklung.
Wolfgang Christ definiert Städtebau als gestaltende Stadtplanung. Bau- und Planungsprojekte, Forschung, Lehre, Publikationen und Vorträge von Wolfgang Christ kreisen um die architektonische, städtebauliche und urbanistische Dimension einer Baukultur des Alltags. Die entsprechenden Räume und Orte in der Zwischenstadt, der Industrielandschaft, der Stadtregion, in den Netzen und Knoten der Mobilitätsinfrastruktur und der Konsumwelten sind für Christ integraler Bestandteil des Stadttyps Europäische Stadt im 21. Jahrhundert.

## Auszeichnungen
- 2001: EDRA/PLACES Award als Mitglied der Kommission Kunst und Landschaft, EXPO 2000 Sachsen-Anhalt[4]
- 2001: Die Schule für körperlich und geistig behinderte Kinder Bottrop benennt sich um in Schule am Tetraeder.
- 2006: Schindler Award for Architecture für die Fakultät Architektur an der Bauhaus-Universität Weimar[5]
- 2006: BMW Group Award für Interkulturelles Lernen für das Institut für Europäische Urbanistik an der Bauhaus-Universität Weimar[6]
- 2006: Deutscher Städtebaupreis – Sonderpreis zusammen mit Lars Bölling und Thomas Sieverts[7]

## Werk

### Projekte (Auswahl)
- Regionalpark Rhein-Main, Frankfurt (1993)[8]
- Tetraeder, Internationale Bauausstellung Emscher Park (1994)[9]
- Umweltbahnhof Rheinland-Pfalz (1995)[10]
- Seebrücke und Pegelturm, Expo 2000 Sachsen-Anhalt (1998)
- Cité der Industriekultur, Saarland (2001)[11]
- Urban INDEX, Rhein-Neckar (2007)[12]
- Urban INDEX Shopping, Darmstadt (2009)
- Urban INDEX Shopping Minden. (2013)

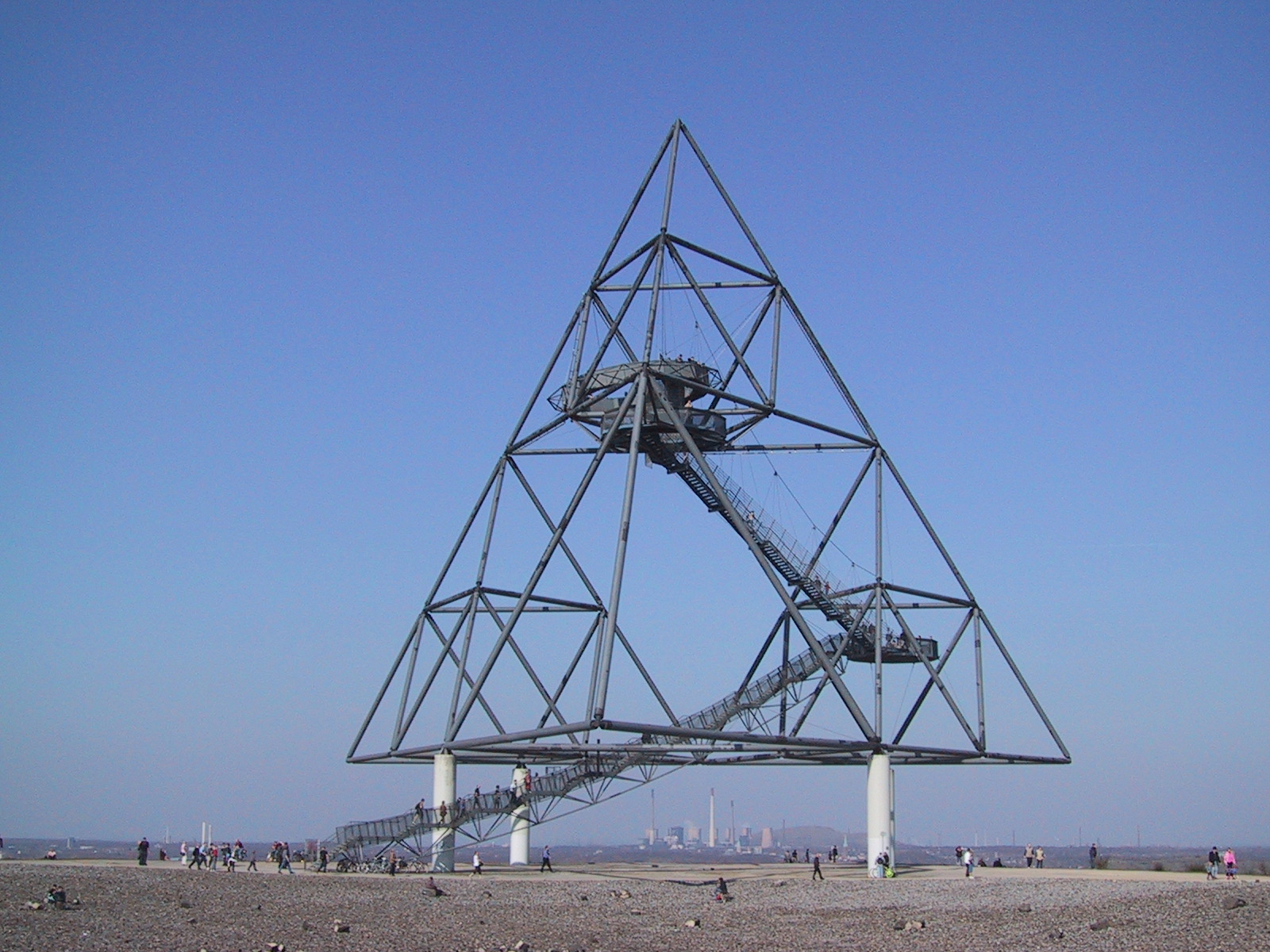
Tetraeder, Bottrop-Batenbrock (1994)
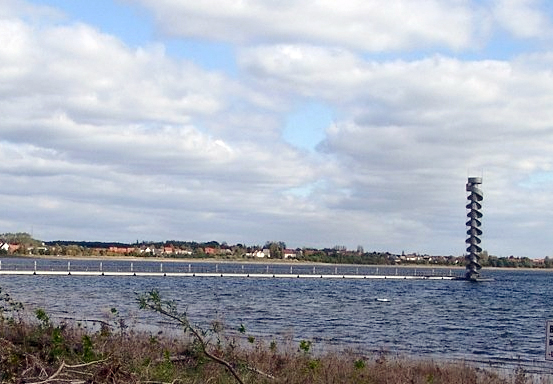
Seebrücke und Pegelturm, Goitzsche (1998)
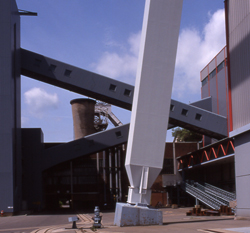
Cité der Industriekultur, Göttelborn (2001)

### Schriften (Auswahl)
- Wolfgang Christ, Willi Loose (u. a.): Planungshandbuch Umweltbahnhof Rheinland-Pfalz. 1992/1997, ISBN 3-928433-49-0.
- Wolfgang Christ, Willi Loose: Städtebauliche und ökologische Qualitäten autofreier und autoarmer Stadtquartiere. Freiburg 2001, ISBN 3-934490-12-3.
- Wolfgang Christ (Hrsg.): Jahrbuch der Modellprojekte. Verlag der Bauhaus-Universität Weimar, erschienen jährlich 2000 bis 2007, ISBN 3-86068-174-5, ISBN 3-86068-202-4, ISBN 3-86068-231-8, ISBN 3-86068-255-5, ISBN 3-86068-306-3.
- Wolfgang Christ (Hrsg.): Shopping-Center-Stadt: Urbane Konzepte für Stadt und Handel. Weimar 2003/2005/2007, ISBN 3-00-012050-5, ISBN 3-86068-264-4, ISBN 3-86068-322-5.
- Wolfgang Christ, Lars Bölling: Bilder einer Zwischenstadt – Ikonografie und Szenografie eines Urbanisierungsprozesses. Müller und Busmann, Wuppertal 2006, ISBN 3-928766-73-2.
- Wolfgang Christ: Stadttyp Europäische Stadt. In: Karl-Werner Schulte (Hrsg.): Immobilienökonomie Band III: Stadtplanerische Grundlagen. Verlag Oldenbourg, München 2005/2010, ISBN 3-486-24447-7.
- Wolfgang Christ (Hrsg.): Access for All: Zugänge zur gebauten Umwelt. (erschienen in Deutsch und Englisch) Birkhäuser, Basel 2009, ISBN 3-0346-0080-1.
- Wolfgang Christ, Franz Pesch (Hrsg.): Stadt-Center: Ein neues Handelsformat für die urbane Mitte. Rohn Verlag, Bielefeld 2013, ISBN 978-3-939486-76-3.